# Туртапки
Турта́пки — деревня в Ардатовском районе Нижегородской области России. Входит в состав Саконского сельсовета.

## Этимология
Возможно, название происходит от мордовского мужского имени Туртай.

## Географическое положение
Деревня находится на юго-западе Нижегородской области России, на автомобильной дороге Ардатов — Мухтолово. Административный центр муниципального округа Ардатов находится в 14 км к юго-западу от Туртапок. Село соединено асфальтированными дорогами на севере с селом Саконы (расстояние 3 км) и на юге — с селом Размазлей (4 км), а также просёлочной дорогой на востоке с деревней Голяткино (8,5 км). К западу и северу от деревни протекает река Саконка, русло которой находится в одноимённом овраге, на востоке расположено несколько небольших безымянных оврагов. Высота над уровнем моря — около 121 метра. 
Деревня Туртапки, как и вся Нижегородская область, находится в часовой зоне МСК (московское время). Смещение применяемого времени относительно UTC составляет +3:00.

## Административная принадлежность
Деревня Туртапки входит в состав Саконского сельсовета Ардатовского муниципального округа Нижегородской области Российской Федерации.

## Климат
Деревня находится в зоне умеренно-континентального климата, который характеризуется холодной продолжительной зимой и тёплым, но достаточно коротким летом. За год выпадает в среднем 450—550 мм осадков, из них 68 % — в виде дождя и 32 % — в виде снега. Среднегодовая относительная влажность воздуха — 76 %. Снежный покров достигает 50 см, а в особо снежные зимы может достигать одного метра и более.
Весна приходит резко, обычно к середине апреля, при этом вплоть до середины мая нередки заморозки. Лето сравнительно короткое и достаточно жаркое — в отдельные годы температура может достигать 36 °C. Шапка лета приходится на июль. В конце весны и лета нередки грозы — их может случаться до 20 за год, почти каждый год выпадает град. Осень приходит в сентябре и стоит до начала ноября, но уже в сентябре нередки заморозки. Зима наступает в начале ноября и продолжается до середины марта. Обычно первый снег выпадает в октябре и держится в течение пяти месяцев, сходит к 10—15 апреля. Почва промерзает на глубину 70—90 см.
Вегетационный период составляет 189 дней, продолжительность безморозного периода — 137 дней.

## Население
| Численность населения | Численность населения | Численность населения | Численность населения | Численность населения | Численность населения | Численность населения |
| 1859                  | 1897                  | 1977                  | 1999                  | 2002                  | 2010                  | 2021                  |
| --------------------- | --------------------- | --------------------- | --------------------- | --------------------- | --------------------- | --------------------- |
| 1158                  | ↘944                  | ↘261                  | ↘154                  | ↘148                  | ↘136                  | ↘92                   |

## Инфраструктура
В деревне две улицы: Луговая и Школьная.